# Chariton megye
Chariton megye az Amerikai Egyesült Államokban, azon belül Missouri államban található. Megyeszékhelye Keytesville, legnagyobb városa Salisbury. Lakosainak száma 7408 fő (2020. április 1.). Chariton megye Linn, Saline, Macon, Randolph, Howard, Livingston és Carroll megyékkel határos.

## Népesség
A megye népességének változása:
| Lakosok száma | 7850 | 7732 | 7674 | 7628 | 7589 | 7408 |
|               | 2010 | 2011 | 2012 | 2013 | 2015 | 2020 |